# Елис (Канзас)
Елис (енгл. Ellis) град је у америчкој савезној држави Канзас.

## Демографија
По попису из 2010. године број становника је 2.062, што је 189 (10,1%) становника више него 2000. године.
| Група             | 2000.         | 2010.         |
| Белци             | 1.819 (97,1%) | 1.980 (96,0%) |
| Афроамериканци    | 1 (0,1%)      | 5 (0,2%)      |
| Азијати           | 0 (0,0%)      | 1 (0,0%)      |
| Хиспаноамериканци | 37 (2,0%)     | 61 (3,0%)     |
| Укупно            | 1.873         | 2.062         |